# Julija Fëdorovna Adlerberg
Julija Fëdorovna Adlerberg, (in russo: Юлия Фёдоровна Адлерберг) (Tallinn, 31 agosto 1789 – Carskoe Selo, 16 luglio 1864), è stata una nobildonna russa.

## Biografia
Era la figlia del colonnello Gustav Friedrich Adlerberg, e della sua seconda moglie, Anna von Baggovut. La famiglia Adlerberg apparteneva alla nobiltà svedese. Suo padre era al servizio dell'esercito russo e morì nel 1794 lasciando la giovane moglie con due figli piccoli e una situazione economica precaria. Ricevette un'educazione privata.
Nel 1797 grazie al barone Ludwig Heinrich von Nicolai, Julija venne nominata istitutrice dei granduchi Nikolaj Pavlovič e Michail Pavlovič. Le sue doti attirarono l'attenzione dell'imperatrice Maria Feodorovna e nel 1802, su sua richiesta, venne nominata preside dell'Istituto Smol'nyj. Il 14 aprile 1806 venne nominata una damigella d'onore.

## Matrimonio
Sposò, il 21 giugno 1806, Trofim Osipovič Baranov (1779-1828). Ebbero sei figli:
- Marija Trofimovna (1807-1887), sposò Michail Vasil'evič Paškov, ebbero sette figli;
- Nikolaj Trofimovič (1808-1883);
- Luiza Trofimovna (1810-1887), sposò il principe Michail Fëdorovič Golicyn, ebbero sei figli;
- Ėdvard Trofimovič (1811-1884);
- Aleksandr Trofimovič (1813-1888);
- Pavel Trofimovič (1814-1864).

Dopo il matrimonio la coppia visse a San Pietroburgo e poi si trasferì a Riga. Nel 1818, Julija venne nominata istitutrice del granduca Aleksandr Nikolaevič. Julija trascorreva gli inverni, con la sua famiglia, nel Palazzo Aničkov e le estati trascorreva a Pavlovsk.
Nel 1824 dopo che l'educazione del granduca Alessandro passò nelle mani dei precettori, Julija si occupò dell'educazione delle granduchesse Marija e Ol'ga.
Nel dicembre 1828 il marito di Julija morì di tubercolosi.

## Morte
Nel 1820 fondò la Società Patriottica delle donne.
Morì il 16 luglio 1864 a Carskoe Selo.